# Ligne
Ligne is een dorp in de Belgische provincie Henegouwen en een deelgemeente van Aat (Ath). Tot 1 januari 1977 was het een zelfstandige gemeente.
Ligne telt een duizendtal inwoners. Het ligt een vijftal kilometer ten westen van Aat, langs de Westelijke Dender. Naar de plaats is de adellijke familie De Ligne vernoemd.

## Bezienswaardigheden
- De Onze-Lieve-Vrouw-Bezoekingskerk (Église Notre-Dame de la Visitation) is een bakstenen neoromaans kerkgebouw van 1873. Bevat een 15e-eeuws grafmonument met gisanten van Jan II van Ligne (†1442) en zijn vrouw, Eustache de Barbençon (†1435).

## Natuur en landschap
Ligne ligt aan de Westelijke Dender op een hoogte van 40 meter.

## Demografische ontwikkeling
- Bronnen:NIS, Opm:1831 tot en met 1970=volkstellingen, 1976= inwoneraantal op 31 december

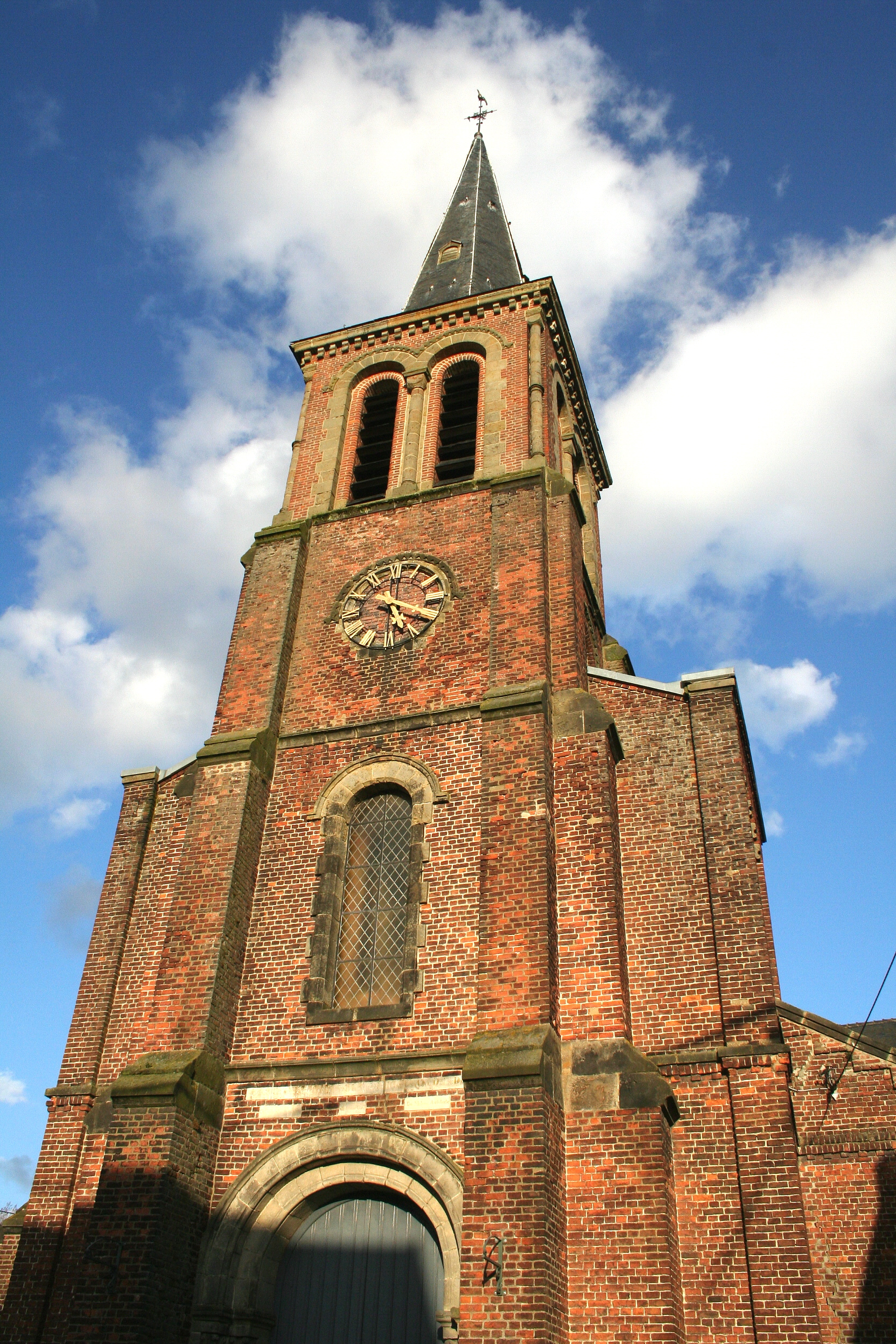
De Heilige Maagdkerk in Ligne

## Nabijgelegen kernen
Chapelle-à-Wattines, Houtaing, Mainvault, Villers-Saint-Amand, Moulbaix, Blicquy, Chapelle-à-Oie
Deelgemeenten: Aat · Arbre · Bouvignies · Gellingen · Gibecq · Houtaing · Irchonwelz · Isières · Lanquesaint · Ligne · Maffle · Mainvault · Meslin-l'Évêque · Moulbaix · Ormeignies · Ostiches · Rebaix · Villers-Notre-Dame · Villers-Saint-Amand

Andere dorpen en gehuchten: Autreppe

Belgische gemeenten · Arrondissement Aat · Henegouwen · Wallonië